# Santa Marina Salina
Santa Marina Salina är en ort och kommun på ön Salina i ögruppen Eoliska öarna i storstadsregionen Messina, innan 2015 i provinsen Messina, i regionen Sicilien i sydvästra Italien. Kommunen hade 891 invånare (2017).